# Martin Lengwiler
Martin Lengwiler (* 1965 in Winterthur) ist ein Schweizer Historiker.

## Leben
Martin Lengwiler studierte Geschichte, Soziologie und Literaturwissenschaft an der Universität Zürich und promovierte 1998 bei Rudolf Braun. 2004 wurde er in Zürich habilitiert, wo er anschliessend als Privatdozent wirkte. Ab August 2009 war er Assistenzprofessor für Neuere Allgemeine Geschichte an der Universität Basel, nachdem er dort bereits die Professoren Martin Schaffner (2006/07) und Thomas Mergel (2008/09) vertreten hatte. Im Januar/Februar 2009 nahm er eine Gastprofessur an der École des Hautes Études en Sciences Sociales (EHESS) in Paris wahr. 2012 wurde er in Basel zum ordentlichen Professor befördert.
Er ist assoziiertes Mitglied der Projektgruppe Wissenschaftspolitik am Wissenschaftszentrum Berlin für Sozialforschung (WZB) und seit 2009 Honorary Research Fellow an der University of Exeter. Daneben wirkt er als Chefredaktor der Schweizerischen Zeitschrift für Geschichte. Seit 2014 ist er Mitglied der Unabhängigen Expertenkommission zur wissenschaftlichen Aufarbeitung der administrativen Versorgung vor 1981.
Seine Forschungsschwerpunkte liegen in der Geschichte des Sozialstaats, der modernen Wissenschaftsgeschichte sowie in der Wirtschafts- und Sozialgeschichte des 19. und 20. Jahrhunderts.

## Schriften (Auswahl)
- (mit Stefan Länzlinger und Thomas Meyer) Amriswil. Geschichte von der Mitte des 19. bis zum Ende des 20. Jahrhunderts. Gemeinde, Amriswil 1999, ISBN 3-9521685-0-5.
- Zwischen Klinik und Kaserne. Die Geschichte der Militärpsychiatrie in Deutschland und der Schweiz, 1870–1914. Chronos, Zürich 2000, ISBN 3-905313-44-8 (= Dissertation, Universität Zürich, 1998/99).
- (mit Stefan Länzlinger) Die Festung Fürigen. (Schweizerische Kunstführer, Nr. 689, Serie 69). Hrsg. Gesellschaft für Schweizerische Kunstgeschichte GSK. Bern 2001, ISBN 978-3-85782-689-4.
- (mit Urs Lengwiler, Verena Rothenbühler und Markus Stromer) Dietikon: Stadtluft und Dorfgeist. Von den Anfängen bis zur Gegenwart. Chronos, Zürich 2003, ISBN 3-0340-0662-4.
- (mit Verena Rothenbühler) Macht und Ohnmacht der Ärzteschaft. Die Geschichte des Zürcher Ärzteverbands im 20. Jahrhundert. Chronos, Zürich 2004, ISBN 3-0340-0698-5.
- Risikopolitik im Sozialstaat. Die schweizerische Unfallversicherung 1870–1970 (= Industrielle Welt. Bd. 69). Böhlau, Köln 2006, ISBN 3-412-08606-1 (= Habilitationsschrift, Universität Zürich, 2004).
- (mit Verena Rothenbühler und Daniel Kauz) Funkenflug und Wassernot, Gebäudeversicherung im Thurgau 1806–2006. Huber, Frauenfeld 2006, ISBN 3-7193-1417-0.
- Praxisbuch Geschichte. Einführung in die historischen Methoden. Orell Füssli, Zürich 2011, ISBN 978-3-8252-3393-8.
- (mit Silas Gusset und Loretta Seglias) Versorgen, behandeln, pflegen. Geschichte der Psychiatrie in Graubünden. Schwabe Verlag, Basel 2021, ISBN 978-3-7965-4333-3